# Lethrinus erythropterus
Lethrinus erythropterus és una espècie de peix pertanyent a la família dels letrínids.

## Descripció
- Pot arribar a fer 50 cm de llargària màxima (normalment, en fa 30).
- 10 espines i 9 radis tous a l'aleta dorsal i 3 espines i 8 radis tous a l'anal.
- Aleta caudal lleugerament bifurcada i amb les puntes arrodonides.
- El cap i el cos són de color vermell o marró rovellat, més clar a la zona ventral.
- Presenta una línia blanca i ampla que comença a l'ull i acaba a la punta del musell.
- Els llavis i la base de l'aleta pectoral són de color vermell.
- Les aletes són vermelloses, sovint de color vermell brillant o taronja.[5][6]

## Alimentació
Menja equinoderms, mol·luscs, crustacis i peixets.

## Hàbitat
És un peix marí, associat als esculls i de clima tropical (25°N-25°S) que viu entre 2 i 25 m de fondària.

## Distribució geogràfica
Es troba des de Tanzània i Moçambic fins a Papua Nova Guinea, Palau, les illes Carolines i les illes Penghu.

## Observacions
És inofensiu per als humans i es comercialitza fresc.